# 安国镇站
安国镇站是位于甘肃省平凉市崆峒区安国镇的一个铁路车站，邮政编码744019。车站建于1995年，有宝中铁路经过该站，现办理客运业务，不办理货运业务，车站及其上下行区间均已电气化。车站距离宝鸡站228公里，隶属兰州铁路局，是五等站。
1. ↑  铁道部电子计算技术中心, 铁道部运输局. . 北京: 中国铁道出版社. 1998: 92. ISBN 9787113030995.